# Wiradech Kothny
Wiradech Kothny, född den 10 maj 1979 i Kanchanaburi, Thailand, är en tysk och thailändsk fäktare som tog OS-brons i herrarnas sabel i samband med de olympiska fäktningstävlingarna 2000 i Sydney.